# Cylindropuntia cholla
Cylindropuntia cholla, conocida comúnmente como cholla o cholla pelona, es una especie de planta suculenta perteneciente al género Cylindropuntia, dentro de la familia Cactaceae. Es endémica del noroeste de México, concretamente del estado mexicano de Baja California.

## Descripción
Cylindropuntia cholla es una especie de cactus que crece como un arbusto o pequeño árbol densamente ramificado de 0,5 a 3 m de altura. Tiene un tronco erecto bien definido, de 7 a 15 cm de diámetro y aunque al principio es muy espinoso, con la edad pierde las espinas y desarrolla una corteza lisa de color amarillo parduzco. La copa de la planta suele ser densa y ancha, con uniones en verticilos casi horizontales.
Los tallos van de erectos a extendidos, son articulados y están formados por segmentos que se desprenden con facilidad. Cada uno de ellos mide de 6 a 11 cm de largo y de 3,5 a 5 cm de diámetro. Su forma es más o menos cilíndrica y tienen la epidermis de color verde claro o azul verdoso. Presentan tubérculos grandes, ampliamente ovalados y más o menos comprimidos.

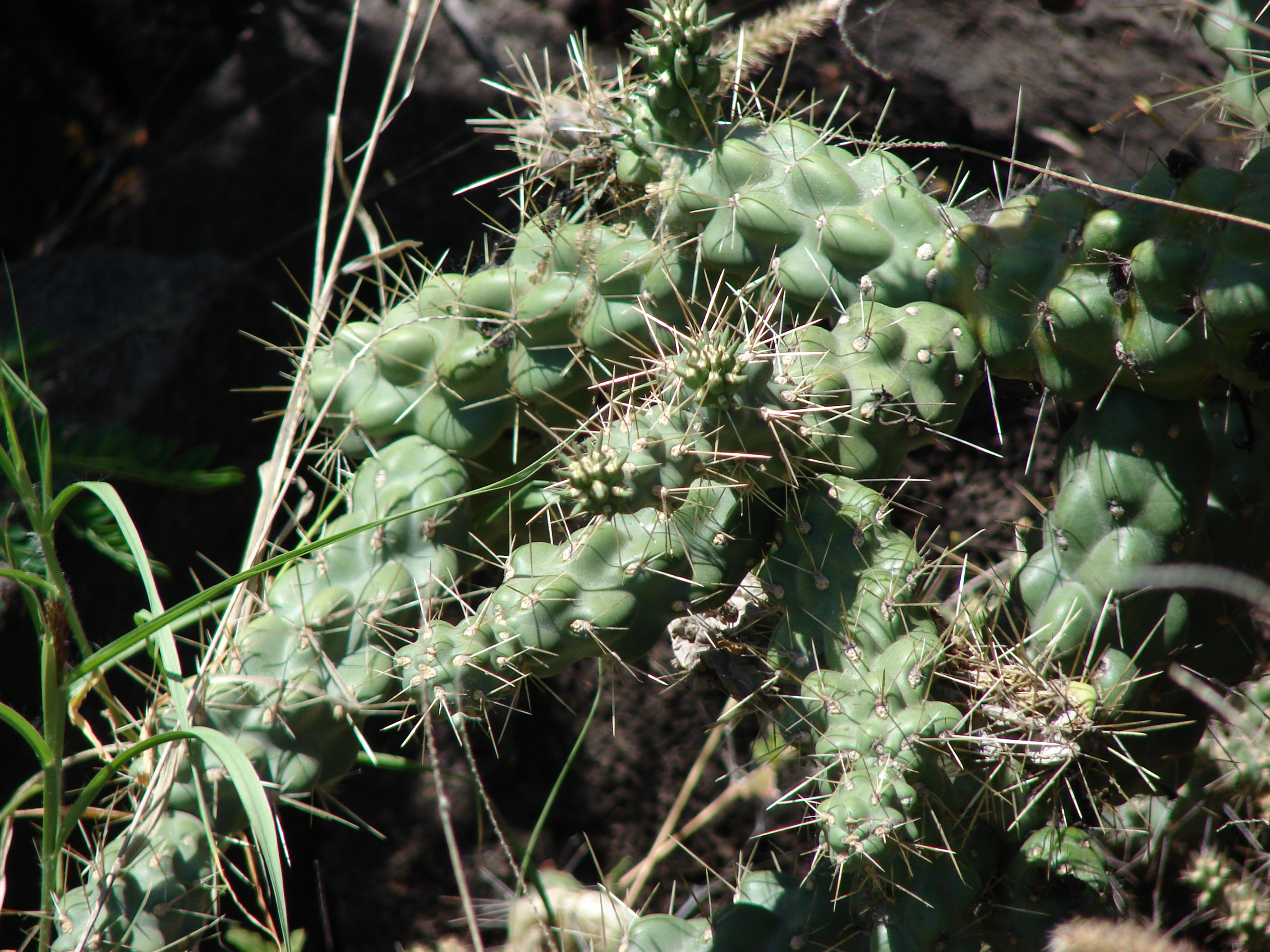
Detalle de los tallos tuberculados

Sobre los tallos se asientan areolas que aunque inicialmente son de color crema, con el tiempo se tornan grises. Poseen gloquidios de color amarillo oscuro poco aparentes y miden de 1,5 a 4 mm de largo. También tienen pequeñas hojas suculentas cónicas, aunque solamente aparecen una por areola en los tallos jóvenes y se caen prematuramente.
Las espinas generalmente aparecen de 5 a 16 en la mayoría de las areolas, aunque a veces pueden faltar. Son más o menos rectas y están cubiertas por una vaina epidérmica de color gris que parece de papel. Miden de 2 a 4,5 cm de largo y son de color marrón anaranjado con las puntas amarillas. De entre ellas se distinguen de 3 a 7 espinas principales y de 3 a 11 espinas secundarias.
Las flores son de color rosa pálido a morado oscuro, se abren durante el día (diurnas) y son polinizadas por abejas. Miden hasta 3 cm de ancho y tienen relativamente pocos tépalos. Los estambres son sensibles y los filamentos se cierran hacia adentro cuando se tocan, cubriendo así a la abeja visitante (polinizador).

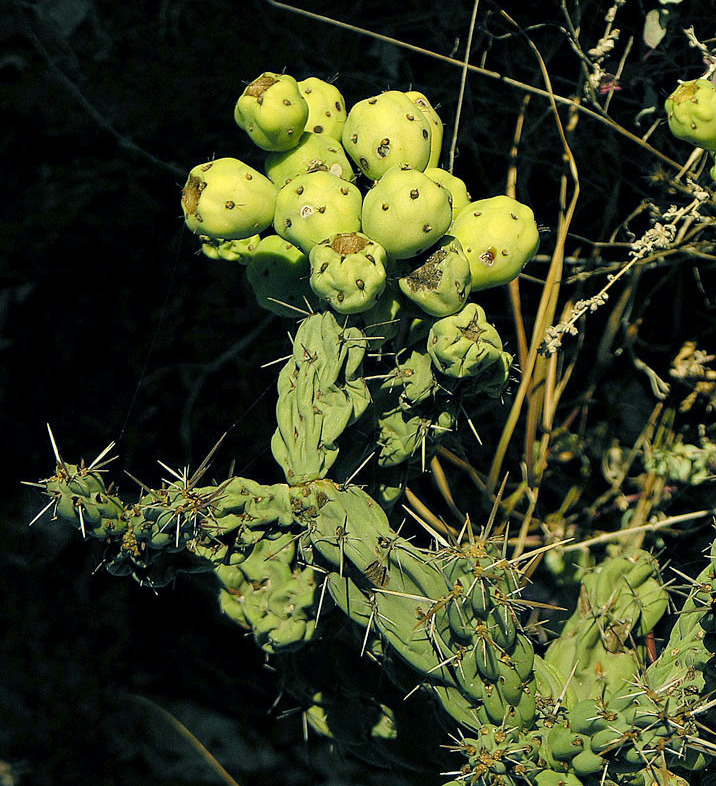
Frutos

Los frutos son de color verde, muy carnosos y tiene forma globosa. No tienen espinas, miden de 1,7 a 5 cm de largo y de 1,5 a 3,5 cm de diámetro.

## Distribución y hábitat

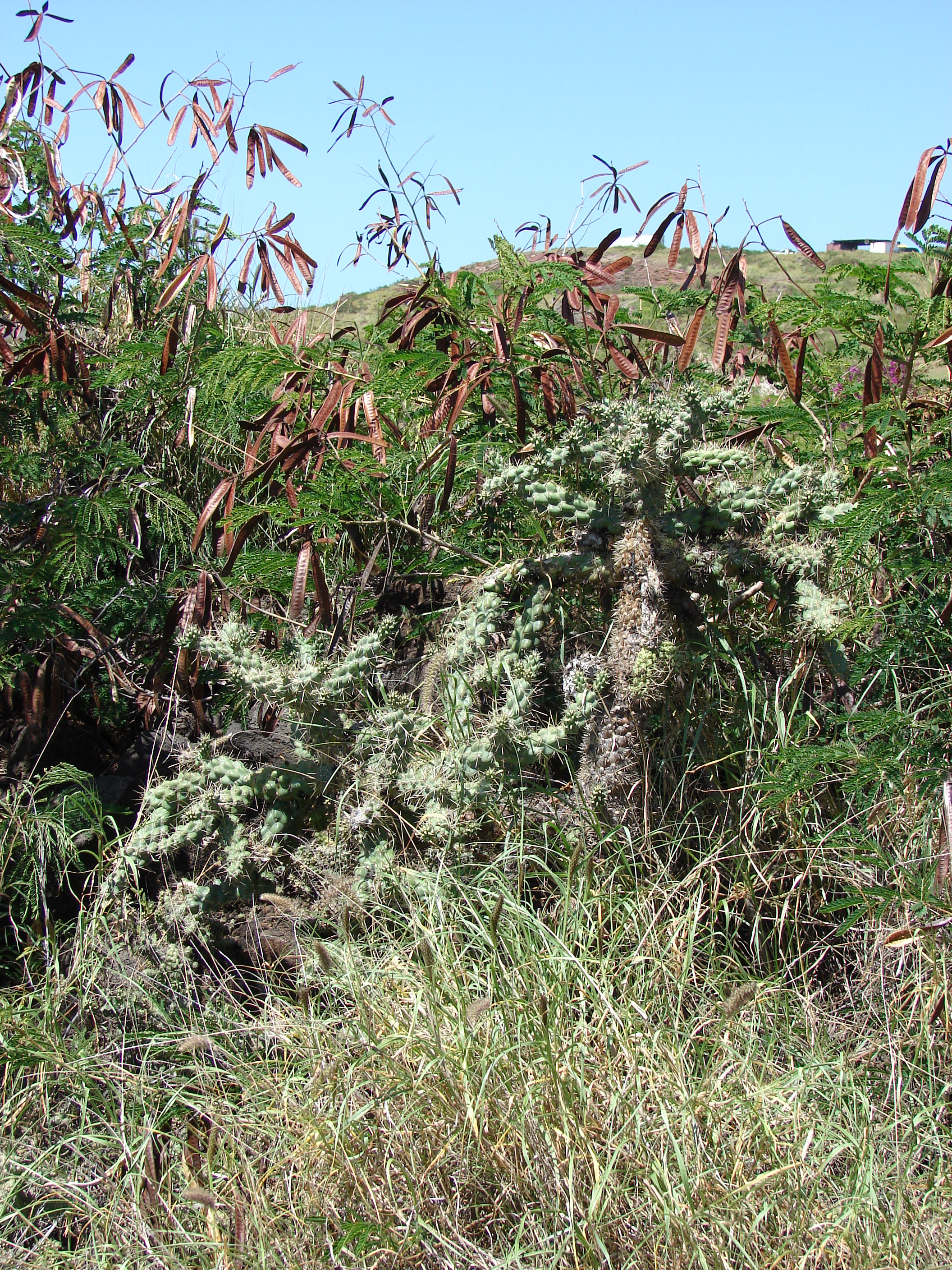
En su hábitat

El área de distribución nativa de esta especie es el noroeste de México, (concretamente del estado mexicano de Baja California) y crece principalmente en biomas desérticos o de matorral seco.

## Ecología
En su hábitat natural, esta especie a menudo adopta formas anormales ya que como sus segmentos se desprenden con facilidad, éstos caen al suelo, enraízan y surgen muchas plantas pequeñas alrededor. Además, en esta especie, como en algunas otras Opuntia, los frutos son bastante abundantes, se mantienen durante varios años y generalmente permanecen verdes.
En su hábitat está estrechamente relacionada con Cylindropuntia fulgida.

## Taxonomía
La primera descripción de esta especie fue como Opuntia cholla, publicada en 1895 por el botánico francés Frédéric Albert Constantin Weber en la revista científica Bulletin du Muséum d'Histoire Naturelle 1: 320.
Posteriormente, el botánico danés Frederik Marcus Knuth colocó la especie en el género Cylindropuntia, pasando a llamarse Cylindropuntia cholla y anotando estos cambios en el libro Den Nye kaktusbog: 131 en el año 1930.
Etimología
- Cylindropuntia: nombre genérico formado por dos palabras: el sustantivo griego kýlindros (que significa 'cilindro') y el género Opuntia, (con el que el género tiene similitudes), haciendo referencia a la forma cilíndrica de los tallos de las plantas.
- cholla: epíteto específico que deriva del nombre común de la especie en México.[6]

## Estado de conservación
En la Lista Roja de Especies Amenazadas de la UICN, la especie está clasificada como de “Preocupación Menor (LC)”.
No se conocen amenazas importantes para la conservación de esta especie, ya que está ampliamente distribuida y es muy común (incluso como maleza) en toda su área de distribución.

## Usos
Se cultiva principalmente como planta ornamental y su propagación se realiza principalmente a través de esquejes. El sustrato debe tener un buen drenaje, ya que es sensible a la podredumbre en presencia de humedad y bajas temperaturas.